# Isaiah Berlin

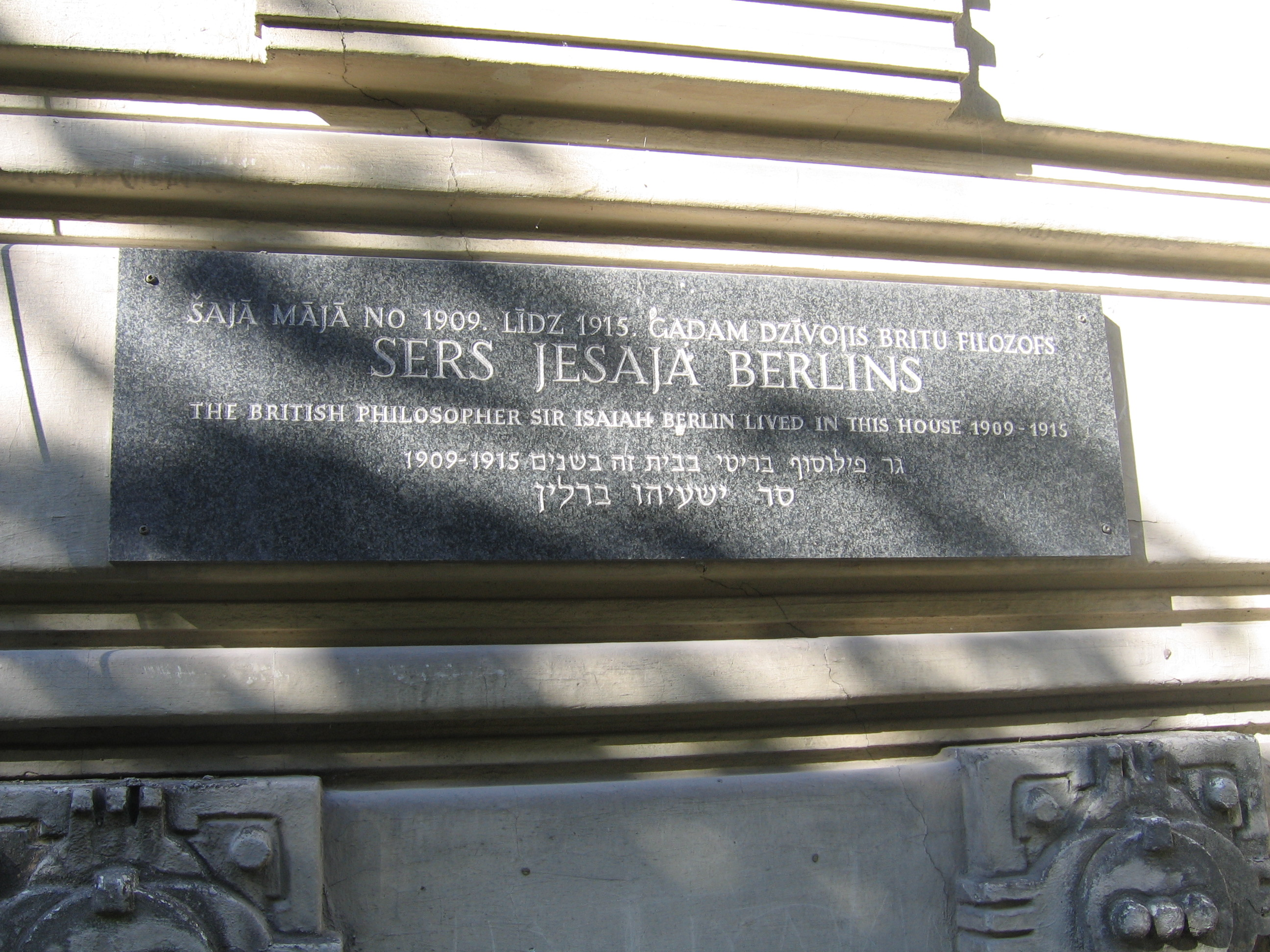
Isaiah Berlin – pamětní deska

Sir Isaiah Berlin (6. června 1909 Riga, Ruské impérium – 5. listopadu 1997 Oxford, Spojené království) byl rusko-britský filosof židovského původu, esejista a historik idejí, jeden z nejvýznamnějších teoretiků politického liberalismu.

## Život
Vyrůstal v Rize, která tehdy patřla k Ruské říši, jako jediný syn velmi bohatého židovského obchodníka dřevem a přímého potomka slavného chasidského rabína Šneura Zalmana. Později žil v malé lesácké vesnici u Pskova a v Petrohradu, kde také zažil obě revoluce roku 1917. Roku 1920 se rodina odstěhovala zpátky do Rigy, ale i tam bylo znát sílící antisemitismus, takže roku 1921 se jedenáctiletý Isaiah ocitl v Londýně. Studoval na St. Paul's School v Londýně a pak klasické jazyky a filosofii v Oxfordu. Mezi absolventy byl první a získal Lockovu cenu. O rok později končil další studium politické filosofie a ekonomie opět jako nejlepší. Stal se tutorem a brzy profesorem na All Souls College v Oxfordu. Spřátelil se zejména se svým spolužákem A. J. Ayerem a s J. L. Austinem a roku 1940 se setkal v Cambridgi s L. Wittgensteinem. V letech 1940–1942 pracoval pro britskou informační službu v New Yorku a protože to byl neobyčejně společenský člověk, měl nejlepší informace i o zákulisí americké politiky. Vzbudil pozornost samého Wistona Churchilla a pracoval pak jako diplomat ve Washingotnu a v Moskvě. Dramatická setkání s Annou Achmatovou a Borisem Pasternakem na něho měla velký vliv a potvrdila jeho odmítavý postoj k totalitním režimům. Berlin také zprostředkoval vyvezení rukopisu Pasternakova románu "Doktor Živago" na západ. Roku 1946 se vrátil do Oxfordu, kde pak působil až do smrti. Roku 1956 se oženil s Alinou Halbanovou z rusko-židovské rodiny žijící v Paříži, roku 1957 byl povýšen do šlechtického stavu a 1971 vyznamenán britským Order of Merrit. V letech 1963–1964 byl předsedou Aristotelské společnosti a v letech 1974–1978 Britské akademie. Roku 1966 založil v Oxfordu novou Wolfson College a stal se jejím prvním presidentem. Zpráva o jeho smrti se ocitla na titulních stránkách velkých britských i amerických novin.

## Myšlení a dílo
Jeho první monografie, věnovaná životu a myšlení Karla Marxe (1939) nevzbudila velkou pozornost. Poprvé na sebe upozornil esejem „Dvojí pojem svobody“ z roku 1958, kde se pokusil přesně rozlišit představu „negativní svobody“ jako absence překážek a „pozitivní svobody“ jako schopnosti sebeurčování. Navázal tak na podobnou myšlenku B. Constanta a F. Nietzscheho, rozpracoval ji však metodou analytické filosofie.
| „                            | Mají-li lidé – jak jsem přesvědčen – mnoho různých cílů, ne vždycky slučitelných navzájem, nedá se možnost konfliktu – a tragédie – nikdy úplně vyloučit z lidského života, osobního ani společenského. Nezbytnost volit mezi absolutními nároky je pak nevyhnutelným rysem lidského údělu. To dává cenu svobodě, jak ji pojímal Acton – jako cíl sám o sobě, a ne jako dočasná potřeba, vznikající z našich zmatených představ, iracionálních a neurovnaných životů, jako potíž, kterou by nějaký všelék mohl jednou napravit. | “ |
| — Dvojí pojem svobody (1958) | |   |

Zabýval se také vztahy mezi osvícenstvím a romantismem a i když sám stál na straně liberalismu, uznával, že lidský život a lidská zkušenost se nedá popsat geometrickými pojmy, což právě romantikové ukazují. Stal se tak jedním z nejvýznamnějších zastánců myšlenky pluralismu, kterou pokládal za nezbytný doplněk svobody. Důležité hodnoty jako svoboda, rovnost, spravedlnost, soucit, férovost nebo hledání krásy a pravdy jsou všem lidem více méně společné a přitom navzájem nesouměřitelné: nedají se hierarchicky uspořádat a nutně vedou ke konfliktům, které nelze řešit nějakým pravidlem.
| „                                                 | Nespravedlnost, chudoba, otroctví, nevědomost – to všechno se dá léčit reformou nebo revolucí. Ale lidé nežijí jen tím, že by bojovali proti zlu. Žijí z pozitivních cílů, individuálních a kolektivních, velice rozmanitých, málokdy předvídatelných, občas neslučitelných. | “ |
| — Political Ideas in the Twentieth Century (1950) | |   |

Po celý život také sledoval ruskou literaturu a kulturu, věnoval jí několik prací a přeložil do angličtiny například I. S. Turgeněva.
Berlin za svého života publikoval jen několik knih a desítky odborných článků, takže veřejnost ho znala z častých přednášek v rozhlase a z článků v novinách, kdežto vědecká obec mu nevěnovala velkou pozornost. To se změnilo až po roce 1974, kdy se jeden z jeho studentů začal věnovat pořádání a publikaci nesčetných rukopisů a textů, které pak postupně vycházely v několika svazcích. Berlin se tak stal klasikem liberálního myšlení a jedním z nejvlivnějších filosofů 20. století.